# Filmfare Award du meilleur acteur dans un second rôle en tamoul
Le prix Filmfare du meilleur acteur dans un second rôle en tamoul est une récompense attribuée depuis 2003 par le magazine indien Filmfare dans le cadre des Filmfare Awards South annuels pour les films en tamoul (Kollywood). 

## Nominations et lauréats

### Années 2000
- 2002 : Jayaram - Panchathanthiram[2]

- 2003 : Suriya - Pithamagan[3]
  - Madhavan - Anbe Sivam
  - Prakash Raj - Chokka Thangam

- 2004 : Madhavan - Aayitha Ezhuthu[4]

- 2005 : Rajkiran - Thavamai Thavamirundhu [5]

- 2006 : Pasupathy - E [6]

- 2007 : Saravanan - Paruthiveeran [7]

- 2008 : Ajmal Ameer - Anjathey[8]
  - Prakash Raj - Abhiyum Naanum
  - Prasanna - Anjathe
  - Sampath Raj - Saroja
  - Samuthirakani - Subramaniapuram (en)

- 2009 : Jayaprakash - Pasanga[9]
  - Jagan - Ayan
  - Prabhu - Ayan
  - Rajendran - Naan Kadavul
  - Vadivelu - Aadhavan
  - Vivek - Padikathavan

### Années 2010
- 2010 : Parthiban – Aayirathil Oruvan
  - Madhavan – Manmadan Ambu
  - Prakash Raj – Singam
  - Prithviraj – Raavanan
  - Santhanam – Boss Engira Bhaskaran
  - Thambi Ramaiah – Mynaa

- 2011 : Ajmal Ameer – Ko[10]
  - V. I. S. Jayapalan – Aadukalam
  - Santhanam – Siruthai
  - Santhanam – Deiva Thirumagal
  - Sunder Ramu – Mayakkam Enna

- 2012 : Thambi Ramaiah – Kumki[11]
  - Santhanam – Oru Kal Oru Kannadi
  - Sathyaraj – Nanban
  - Vidyut Jamwal – Thuppakki
  - Pasupathi – Aravaan

- 2013 : Sathyaraj – Raja Rani[12]
  - Arya - Arrambam
  - Jai – Raja Rani
  - Jerry – Paradesi
  - Rahman – Singam 2

- 2014 : Bobby Simha – Jigarthanda [13]
  - Kalaiyarasan – Madras
  - Prithviraj - Kaaviya Thalaivan
  - Samuthirakani - Velaiyilla Pattathari
  - Thambi Ramiah – Kathai Thiraikathai Vasanam Iyakkam

- 2015 : Arvind Swamy - Thani Oruvan [14]

- 2016 : Samuthirakani - Visaranai [15]